# Furikake
Le furikake (振り掛け) est un condiment utilisé dans la cuisine japonaise.
Ce condiment, que l'on saupoudre sur les plats de riz, consiste traditionnellement en un mélange de sésame, de varech coupé en morceaux, de sucre, de sel et de glutamate de sodium. D'autres ingrédients peuvent être rajoutés, tels que thon, saumon, bonite, prune salée, petits légumes, œuf, etc..
Le furikake se trouve dans les épiceries partout au Japon et aussi dans les supermarchés. Il est souvent conditionné en rations individuelles, dans de petits sachets imprimés à l'effigie des personnages de fiction (essentiellement manga) et constitue le principal condiment des plus petits.
À cause des nombreux additifs employés dans leur production industrielle, les furikake sont parfois évités dans les cantines scolaires, malgré leur popularité auprès des enfants et des adolescents.